# アリー my Loveの登場人物
アリー my Love の登場人物（ありーまいらぶのとうじょうじんぶつ）では、米国のテレビドラマ『アリー my Love』に登場する人物について記述する。

## ケイジ&フィッシュ法律事務所
アリー・マクビール
演 - キャリスタ・フロックハート 日本語吹替 - 若村麻由美
登場：全シーズン
事務所のセクハラ行為に抗議したことが原因で事務所を解雇された弁護士。ボストンの街を歩いているところを大学時代の同級生リチャード・フィッシュに声をかけられ、ケイジ&フィッシュに入所する。

幼いアリー
演 - エイミー・キャッスル、日本語吹替 - 前田織里奈
登場：シーズン2第22話、シーズン3第5話・7話・18話・21話

5歳のアリー
演 - ダコタ・ファニング
登場： シーズン3第21話（短いシーン）

子どものアリー
演 - タリア・リン・プレイリー、日本語吹替 -
登場：シーズン4第23話

リチャード・フィッシュ
演 - グレッグ・ジャーマン、日本語吹替 - 小杉十郎太
登場：全シーズン
ケイジ&フィッシュ法律事務所のシニアパートナー（共同経営者）のひとり。アリーとは大学の同級生。フィッシュ哲学を持ち、女性の「たるみ」にフェティシズムを感じる。

ジョン・ケイジ
演 - ピーター・マクニコル、日本語吹替 - 江原正士
登場：全シーズン。シーズン5は一部ゲスト扱い
ケイジ&フィッシュ法律事務所のシニアパートナー。変わり者だがアリーの良き理解者。

ビリー・トーマス
演 - ギル・ベローズ、日本語吹替 - 宮本充
登場：シーズン1 - 3。シーズン4と5はゲスト扱い
ケイジ&フィッシュの弁護士。アリーの幼なじみで元彼。転校した大学でジョージアと知り合い結婚。アリーとの関係が深まることでジョージアはアリーに嫉妬を抱くようになる。

ジョージア・トーマス
演 - コートニー・ソーン＝スミス、日本語吹替 - 唐沢潤
登場：シーズン1 - 3。シーズン4と5はゲスト扱い
ビリーの妻。ケイジ&フィッシュ法律事務所の弁護士。

エレイン・バッセル
演 - ジェーン・クラコウスキー、日本語吹替 - 高乃麗
登場：全シーズン
アリーの秘書。発明好きで、他人の揉め事も好き。

ネル・ポーター
演 - ポーシャ・デ・ロッシ、日本語吹替 - 赤間麻里子
登場：シーズン2 - 5
美人で仕事ができる。通称「絶対零度のネル」。リンとはロースクールで知り合う。ケイジ&フィッシュ法律事務所に弁護士として入所。

リン・ウー
演 - ルーシー・リュー、日本語吹替 - 阿部桐子
登場：シーズン2 - 4。最初とシーズン5はゲスト扱い
訴訟マニアで喧嘩っ早く偽悪趣味な女性。最初はケイジ&フィッシュ法律事務所の顧客だったが、弁護士資格を持っており、事件と関わるうちに弁護士に復帰したくなったため強引に入所する。

サンディ
演 - ジーナ・フィリップス、日本語吹替 - 野々村のん
登場：シーズン3第4話
ビリーの秘書。

マーク・アルバート
演 - ジェームズ・レグロス、日本語吹替 - 村治学
登場：シーズン3第17話 - シーズン4
ケイジ&フィッシュ法律事務所の弁護士。

ジャクソン・デューパー
演 - テイ・ディグス、日本語吹替 - 竹若拓磨
登場：シーズン4第13 - 23話
ケイジ&フィッシュ法律事務所の弁護士。

ジェニー・ショー
演 - ジュリアンヌ・ニコルソン、日本語吹替 - 純名りさ
登場：シーズン5第1 - 13話
ケイジ&フィッシュ法律事務所の弁護士。

グレン・フォイ
演 - ジェームズ・マースデン、日本語吹替 - 小森創介
登場：シーズン5第1 - 13話
ケイジ&フィッシュ法律事務所の弁護士。

レイモンド・ミルベリー
演 - ジョシュ・ホプキンス、日本語吹替 - 田中実
登場：シーズン5

コレッタ・リップ
演 - レジーナ・ホール、日本語吹替 - 込山順子
登場：シーズン5

ウィルソン・ジェイド
演 - ボビー・カナヴェイル、日本語吹替 - 山寺宏一
登場：シーズン5第18話 - 21話

### アリーの関係者
レネ・ラディック
演 - リサ・ニコル・カールソン、日本語吹替 - 山像かおり
登場：シーズン1 - 4。シーズン5はゲスト扱い
アリーの親友でルームメイト。検事。後に検事を辞め弁護士事務所を設立。
カールソンは健康上の問題等からS5はゲスト扱いの出演となり、本作品終了と同時に俳優業を2012年まで休業した。その後前述の通り、続編の制作が発表され、レネの娘が主人公として登場する予定だが、レネを演じたカールソンも出演するかは不明。

ラリー・ポール
演 - ロバート・ダウニー・Jr、日本語吹替 - 郷田ほづみ
登場：シーズン4

マディ・ハリントン
演 - ヘイデン・パネッティーア、日本語吹替 - 川上とも子
登場：シーズン5第11話 - 21話

ケイジ&フィッシュのメンバーが集まるバーの歌手
演 - ヴォンダ・シェパード、日本語吹替 - 杉村理加
登場：全シーズン

### その他

#### シーズン1（その他）
ライン
演 -パット・マクナマラ、日本語吹替 - 小島敏彦
登場：シーズン1第1話
ジェニファー・コーン判事
演 - ダイアン・キャノン、日本語吹替 - 弥永和子
登場：シーズン1 - 3
通称ウィッパー。後に判事を辞め、レネの設立した弁護士事務所に入所する。
ボイル判事
演 - フィル・リーズ、日本語吹替 - 大木民夫
登場：シーズン1 - シーズン2第7話
通称お気楽ボイル。
ホプキンス判事
演 -ラリー・ブランデンバーグ、日本語吹替 - 稲葉実
登場：シーズン1第1話
ジャック・ビリングス
演 -リチャード・リール、日本語吹替 - 富田耕生
登場：シーズン1第1話・3話
ロナルド・チーニー
演 - テイト・ドノヴァン、日本語吹替 - 内田直哉
登場：シーズン1第3話
バーバラ・クッカー
演 -ケイト・ジャクソン、日本語吹替 - 小宮和枝
登場：シーズン1第3話
サイモン・ウォルシュ判事
演 - アルバート・ホール、日本語吹替 - 池田勝
登場：全シーズン
『ザ・プラクティス ボストン弁護士ファイル』に登場する判事と同一人物。
トレイシー・クラーク
演 - トレイシー・ウルマン、日本語吹替 - 藤田淑子
登場：シーズン1 - 3
アリーのセラピスト。
ジェームズ・ドーソン
演 -ブレット・カレン、日本語吹替 - 佐古正人
登場：シーズン1第4話
アリーが通っていた大学の教授。
キャサリン・ドーソン
演 -キャシー・ベイカー、日本語吹替 - 高林由紀子
登場：シーズン1第4話
メアリー
演 -オードリー・J・ニーナン、日本語吹替 - 久保田民絵
登場：シーズン1第5話
ピンク判事
演 -ジェリコ・イヴァネク、日本語吹替 - 牛山茂
登場：シーズン1第5話
ホーク判事
演 -キーン・カーティス、日本語吹替 - 小山武宏
登場：シーズン1第5話
フレム判事
演 -キャロル・ロカテル、日本語吹替 - 磯辺万沙子
登場：シーズン1第5話、10話
ハリー・ピピン
演 -ジェイ・レゲット、日本語吹替 - 池田秀一
登場：シーズン1第6話
弁護士。
サンドラ・ウィンチェル
演 -ジェイミー・ローズ、日本語吹替 - 一城みゆ希
登場：シーズン1第6話
アンジェラ・サープ
演 -ラスティ・シュウィマー、日本語吹替 - 林佳代子
登場：シーズン1第6話
ピピンの婚約者。
スピット判事
演 -マイケル・ウィンタース、日本語吹替 - 佐々木敏
登場：シーズン1第6話・12話・18話
スティーブンソン判事
演 -マイケル・ボフシェバー、日本語吹替 - 中庸助
登場：シーズン1第6話
ドクター・カーペンター
演 -ジェームズ・マザーズ、日本語吹替 - 城山堅
登場：シーズン1第6話
バローズ
演 -スティーヴ・ヴィノヴィッチ、日本語吹替 - 家弓家正
登場：シーズン1第7話
ジェイソン・ロバーツ
演 -アンドリュー・ヘックラー、日本語吹替 - 古澤徹
登場：シーズン1第7話
ラビ
演 -ジェイソン・ブリッカー、日本語吹替 - 井上倫宏
登場：シーズン1第7話
ジェニファー・ヒギン
演 -ブルック・バーンズ、日本語吹替 - 大坂史子
登場：シーズン1第7話・9話
キャロライン
演 - サンドラ・バーンハード、日本語吹替 - 小山茉美
登場：シーズン1第8・9話
弁護士。シーズン1第9話でジョージアにレズビアンと勘違いされる。
ステファニー・グラント
演 - ウィルソン・クルーズ、日本語吹替 - 岡野浩介
登場：シーズン1第10話
ニューマン牧師
演 -ハリソン・ペイジ、日本語吹替 - 佐山陽規
登場：シーズン1第10話、シーズン2第3話・16話・18話
リサ
演 -ジェニファー・ホリデー、日本語吹替 - 木村有里
登場：シーズン1第10話、シーズン2第3話・18話
ワルワース判事
演 -アーミン・シマーマン、日本語吹替 - 千田光男
登場：シーズン1第10話
バンクス弁護士
演 -ナイルズ・ブリュースター、日本語吹替 - 平野稔
登場：シーズン1第10話
ハーパー先生
演 -エイミー・アキノ、日本語吹替 - 堀越真己
登場：シーズン1第10話
コーベット
演 -ダニエル・ワントランド、日本語吹替 - 岩田安生
登場：シーズン1第10話
ジェームズ
演 -エリック・ピアポイント、日本語吹替 - 前田昌明
登場：シーズン1第11話
パティ
演 -ケイティ・ミッチェル、日本語吹替 - 宮寺智子
登場：シーズン1第11話
ミンディ
演 -アマンダ・カーリン、日本語吹替 - 松岡洋子
登場：シーズン1第11話
グレン
演 -マイケル・イーストン、日本語吹替 - 山路和弘
登場：シーズン1第12話・13話・21話
アリーとレネが通う彫刻教室のモデル。
バラード
演 -ハリー・J・レニックス、日本語吹替 - 咲野俊介
登場：シーズン1第13話
ヨーキン所長
演 - J・ケネス・キャンベル、日本語吹替 - 勝部演之
登場：シーズン1第14話
ジェイニー
演 - キャスリーン・ウィルホイト、日本語吹替 - 華村りこ
登場：シーズン1第14話
マイケル
演 - ジョン・サデウス、日本語吹替 - 梁田清之
登場：シーズン1第14話
ジャネット・リノ
演 - リンダ・ゲーリンジャー、日本語吹替 - 片岡富枝
登場：シーズン1第14話
司法長官。
シーモア・リトル
演 -リチャード・カイリー、日本語吹替 - 納谷悟朗
登場：シーズン1第15話
ポーラ
演 -ブリジッド・ブラナー、日本語吹替 - 渡辺美佐
登場：シーズン1第15話
アナ・フリント
演 -ディナ・メイヤー、日本語吹替 - 土井美加
登場：シーズン1第16話
弁護士。
グレッグ・バターズ
演 - ジェシー・L・マーティン、日本語吹替 - 小山力也
登場：シーズン1第17話 - シーズン2
ケイジ&フィッシュ法律事務所の被告側依頼人で医師。
ハンナ・ゴールドスタイン
演 -リズ・トレス、日本語吹替 - 津田真澄
登場：シーズン1第17話
原告側の女性。
エヴァ
演 -クリスティン・ダンフォード、日本語吹替 - 高畑淳子
登場：シーズン1第18話
オーレン・クーリー
演 -ジョシュ・エバンス、日本語吹替 - 三ツ矢雄二
登場：シーズン1第18話、シーズン2第5話
10歳の弁護士。
ボビー・ドネル
演 - ディラン・マクダーモット、日本語吹替 - 荻島眞一（NHK放送時）、安原義人（DVD）
登場：シーズン1第20・23話
『ザ・プラクティス ボストン弁護士ファイル』の主人公。
タイラー
演 -シェイ・ファレル、日本語吹替 - 森功至
登場：シーズン1第18話
マーク
演 -バリー・ミラー、日本語吹替 - 森田順平
登場：シーズン1第19話
シェリル
演 -ハリエット・サンソム・ハリス、日本語吹替 - 駒塚由衣
登場：シーズン1第19話
ハンソン夫人
演 -ドナ・マーフィ、日本語吹替 - 一柳みる
登場：シーズン1第20話
ドクターピーターズ
演 -ケリー・コネル、日本語吹替 - 西村知道
登場：シーズン1第20話
ケプラー
演 -エリック・マコーマック、日本語吹替 - 家中宏
登場：シーズン1第21話
マッゴー判事
演 -ギビー・ブランド、日本語吹替 - 中庸助
登場：シーズン1第21話・22話、シーズン3第17話
ヘイリー・チゾム
演 -シンシア・スティーヴンソン、日本語吹替 - 萩尾みどり
登場：シーズン1第22話
ジョンの大学時代の同級生で検事。
ビンセント・ロビンス
演 -ダブス・グリア、日本語吹替 - 内藤武敏
登場：シーズン1第22話
ヘンリー・ニクソン
演 -リー・ウィルコフ、日本語吹替 - 福田信昭
登場：シーズン1第23話・シーズン5第5話
マイケルソン
演 - ボブ・ガントン、日本語吹替 - 佐々木勝彦
登場：シーズン1第23話
心臓を取りかえることを望んでいる会社社長。
バーニー
演 - リチャード・シフ、日本語吹替 - 納谷六朗
登場：シーズン1第23話
マイケルソンの会社の雑用係で元ホームレス。自分の心臓をマイケルソンにゆずりたいと提訴。
アラン・ファーマー
演 - ウィリー・ガーソン、日本語吹替 -
登場：シーズン1第23話
ジョンの又従兄弟。幸せな人を見ると短く切り詰めたカヌーのパドルで殴る。

#### シーズン2（その他）
ローラ
演 - ケイトリン・ダラニー、日本語吹替 - 戸田恵子
登場：シーズン2第1話
ハロルド・ウィック
演 - ウェイン・ニュートン、日本語吹替 - 樋浦勉
登場：シーズン2第2話
ラジオのDJ
ボブ
演 - クリストファー・ネイマン、日本語吹替 - 坂東尚樹
登場：シーズン2第2話・シーズン4第13話・20話・21話
弁護士
ストーン
演 -ジェリー・ベッカー、日本語吹替 - 金尾哲夫
登場：シーズン2第3話・18話、シーズン4第6話・11話
ジョージ・マディソン
演 -ジョン・リッター、日本語吹替 - 辻萬長
登場：シーズン2第4話・5話
ケイジ&フィッシュ法律事務所の原告側依頼人。会社を解雇されたため、会社を提訴。
マット・グリフィン
演 -リチャード・T・ジョーンズ、日本語吹替 - 磯部勉
登場：シーズン2第6話・10話
クリッサ
演 -ケリー・ウェイマイアー、日本語吹替 - 深見梨加
登場：シーズン2第6話
シスターヘレン
演 -ジェシカ・ハーパー、日本語吹替 - 藤夏子
登場：シーズン2第6話
ヘレン・ギャンブル
演 - ララ・フリン・ボイル、日本語吹替 - 野沢由香里（DVD版）
登場：シーズン2第10話
『ザ・プラクティス ボストン弁護士ファイル』のシーズン2より登場する地方検事補佐官。
※NHK放送版とビデオ版で吹替声優が異なる。『ザ・プラクティス』の「クロスオーバー」の項参照。
ロス・フィッツシモンズ
演 -ロブ・シュナイダー、日本語吹替 - 原康義
登場：シーズン2第7話
レイモンド・ブラウン
演 -ジャスティン・セロー、日本語吹替 -  大塚芳忠
登場：シーズン2第8話
ベン
演 -ショーン・マイケル・ハワード、日本語吹替 - 安崎求
登場：シーズン2第9話
ウォレス
演 -ボブ・グローバーマン、日本語吹替 - 伊藤和晃
登場：シーズン2第9話
シェルドン
演 -マーク・リン・ベイカー、日本語吹替 - 堀勝之祐
登場：シーズン2第10話
ブリア
演 -アイリーン・ライアン、日本語吹替 - 馬渕晴子
登場：シーズン2第11話
マクナマラ神父
演 -ジェームズ・グリーン、日本語吹替 - 小林恭治
登場：シーズン2第11話
キンバリー・グッドマン
演 -リサ・ソーンヒル、日本語吹替 - 高島雅羅
登場：シーズン2第12話
グッドマン
演 -ヴィト・ルギニス、日本語吹替 - 佐々木梅治
登場：シーズン2第12話
ドクター・ニックル
演 - ブルース・ウィリス、日本語吹替 - 大塚明夫
登場：シーズン2第12話
精神科医。
シンシア・ハリス判事
演 -フランチェスカ・P・ロバーツ、日本語吹替 -
登場：シーズン2第12話・シーズン4第7話
エリック・ストール
演 - ハーレイ・ジョエル・オスメント、日本語吹替 - 入野自由
登場：シーズン2第13話
神に対して訴えを起こす少年。
ハーベイ・ケント
演 -ランディ・オグレスビー、日本語吹替 - 坂口芳貞
登場：シーズン2第13話
ジュリー・ストール
演 -メアリー・マーラ、日本語吹替 - 相沢恵子
登場：シーズン2第13話
エリックの母親。
ジョーダン
演 -コナー・オファレル、日本語吹替 - 小川真司
登場：シーズン2第14話
シャーリー・ピーターソン
演 -リンダ・ゲーリンジャー、日本語吹替 - 後藤加代
登場：シーズン2第16話
ハロルド・ワトキンズ
演 -ピーター・ホワイト、日本語吹替 - 稲垣隆史
登場：シーズン2第16話
ベンソン
演 -ザック・グルニエ、日本語吹替 - 村山明
登場：シーズン2第16話
チゾム
演 -ロバート・コスタンゾ、日本語吹替 - 玄田哲章
登場：シーズン2第17話
ポーラ
演 -マリア・ピティロ、日本語吹替 -  森永明日夏
登場：シーズン2第17話
ケビン
演 -アンソン・マウント、日本語吹替 - 川島得愛
登場：シーズン2第17話
アルバート・シェプリー
演 -トニー・シャルーブ、日本語吹替 - 土師孝也
登場：シーズン2第18話
バリー・ホワイト
演 - 本人役、日本語吹替 - なし
登場：シーズン2第18話
ジョンが裁判や性交時に自分をその人だと思い込む歌手。
ドクター・フーパー
演 -ロージー・オドネル、日本語吹替 - 阿知波悟美
登場：シーズン2第19話
ローズ
演 -ラターニャ・リチャードソン、日本語吹替 - 竹村叔子
登場：シーズン2第19話
ハーパー
演 -　日本語吹替 - 日野由利加
登場：シーズン2第19話
マーガレット・カマロ
演 -ウェンディ・ワーシントン、日本語吹替 - 此島愛子
登場：シーズン2第19話・22話・23話、シーズン3第8話
グラディス
演 -ジェニファー・ローズ、日本語吹替 - 翠準子
登場：シーズン2第20話
グッドマン
演 -ブルース・マッカーティ、日本語吹替 - 佐々木睦
登場：シーズン2第20話
ケイシー
演 -アシュリー・ガードナー、日本語吹替 - 安原麗子
登場：シーズン2第20話
エレインのいとこ。
ボニー・マニックス
演 -クリスティーン・エスタブルック、日本語吹替 - 神保共子
登場：シーズン2第21話
マイケル・マニックス
演 -デニス・アーント、日本語吹替 - 羽佐間道夫
登場：シーズン2第21話
ポスト
演 -サラ・ボッツフォード、日本語吹替 - 榊原良子
登場：シーズン2第21話
ケビン・ワイアット
演 -アントニオ・サバト・ジュニア、日本語吹替 - 森川智之
登場：シーズン2第21話
バリー・フィルブリック
演 - ロバート・ピカード、日本語吹替 - 壌晴彦
登場：シーズン2第22話
相手側の原告。11年にわたって空想上の恋人に手紙を書き続けた妻を、財産狙いの結婚詐欺として告訴。
ケリー・フィルブリック
演 -バーバラ・アリン・ウッズ、日本語吹替 - 立石凉子
登場：シーズン2第22話
アル・グリーン
演 - 本人役、日本語吹替 -
登場：シーズン2第22・23話、シーズン3第3話
アリーが裁判中などに見る幻覚。

#### シーズン3（その他）
リサ
演 -トレイシー・ミッデンドーフ、日本語吹替 - 井上喜久子
登場：シーズン3第1話・4話
ジョエル
演 -ジェイソン・ゲドリック、日本語吹替 - 藤原啓治
登場：シーズン3第1話・4話
クラークソン
演 -ディー・ウォレス・ストーン、日本語吹替 - 杉山佳寿子
登場：シーズン3第2話
ワシントン判事
演 -ナンシー・スティーヴンス、日本語吹替 - 宗形智子
登場：シーズン3第2話
ペリー
演 -マイケル・ケーガン、日本語吹替 - 青森伸
登場：シーズン3第2話
フロット先生
演 -ベティ・ホワイト、日本語吹替 - 麻生美代子
登場：シーズン3第3話
カービー
演 -キーガン・デ・ランシー、日本語吹替 - 関智一
登場：シーズン3第3話
キンバリー
演 -アシュリー・ターナー 、日本語吹替 - 小島幸子
登場：シーズン3第3話
ジョージ・マクビール
演 - ジェイムズ・ノートン、日本語吹替 - 大和田伸也
登場：シーズン3第4・5・21話、シーズン4第23話
アリーの父親。
ジーニー・マクビール
演 - ジル・クレイバーグ、日本語吹替 - 丘みつ子
登場：シーズン3第5・21話、シーズン4第22・23話
アリーの母親。
ロビン・ジョーンズ
演 - ファラ・フォーセット、日本語吹替 - 塩田朋子
登場：シーズン3第6話
ケイジ&フィッシュ法律事務所の依頼人。
ベンダー
演 -ジョーンズ・ダン・バトラー、日本語吹替 - 中村秀利
登場：シーズン3第6話
ラディッツ
演 -ケン・ラーナー、日本語吹替 - 石住昭彦
登場：シーズン3第6話、シーズン4第1話
ランカー判事
演 -ジャック・シアラー、日本語吹替 - 廣田行生
登場：シーズン3第6話・シーズン4第8話
スティーブン
演 -ジム・オヘア、日本語吹替 - 石丸博也
登場：シーズン3第7話
ラッセル
演 -レニー・ウォルピ、日本語吹替 - 田中秀幸
登場：シーズン3第7話
ルイス
演 -テッド・マルコー、日本語吹替 - 鈴置洋孝
登場：シーズン3第9話
マーカス
演 -フレデリック・コーラー、日本語吹替 - 私市淳
登場：シーズン3第9話
ボブ
演 -カルロス・ジャコット、日本語吹替 - 堀内賢雄
登場：シーズン3第10話
ティム
演 -カーティス・アームストロング、日本語吹替 - 千葉繁
登場：シーズン3第11話
ノルウェー判事
演 -ロイ・ブロックスミス、日本語吹替 - 三木敏彦
登場：シーズン3第11話・16話
マーティー
演 -オーソン・ビーン、日本語吹替 - 内田稔
登場：シーズン3第12話
デニス
演 -クレイグ・ビアーコ、日本語吹替 - 山寺宏一
登場：シーズン3第12話
ルーシー
演 -アニー・アボット、日本語吹替 - 池田昌子
登場：シーズン3第12話
ハモンド
演 -マーク・フォイアスタイン、日本語吹替 - 安原義人
登場：シーズン3第13話
マーサ・グレイブス判事
演 -ローズマリー・フォーサイス、日本語吹替 - 横尾まり
登場：シーズン3話第13話・シーズン4第12話
ティナ・ターナー
演 - 本人役、日本語吹替 -
登場：シーズン3第14話
アリーとエレインが出場するティナ・ターナーのバックコーラス・コンテストに登場。
ポール・ポッツ
演 -エディ・ケーラー、日本語吹替 - 家中宏
登場：シーズン3第14話・15話
マシュー
演 -アンソニー・アンダーソン、日本語吹替 - 天田益男
登場：シーズン3第14話・15話
ミンディ
演 -シェリル・ホーカー、日本語吹替 - 望木祐子
登場：シーズン3第14話・15話
ベニー
演 -ロバート・クレンデニン、日本語吹替 - 御友公喜
登場：シーズン3第14話・15話
デブラ
演 -マルグリット・マッキンタイア、日本語吹替 - 田中敦子
登場：シーズン3第15話
被害者の妻
ナンシー
演 -クリスティーン・トゥッチ、日本語吹替 -
登場：シーズン3第15話
ケタリング
演 -ヘレン・エイゲンバーグ、日本語吹替 -  佐々木優子
登場：シーズン3第15
ポンテス医師
演 -ジェニー・ガゴ、日本語吹替 - 勝生真沙子
登場：シーズン3第15話
日本人医師
演 -クライド・クサツ、日本語吹替 - たかお鷹
登場：シーズン3第16話・18話
グロリア・ゲイナー
演 - 本人役、日本語吹替 -
登場：シーズン3第17話
アリーが見る幻覚。ヒット曲 "I Will Survive" の歌手。
ホルト
演 -アマンダ・ドノホー、日本語吹替 - 島本須美
登場：シーズン3第17話
ケスラー検事
演 -フィル・ルイス、日本語吹替 - 松本保典
登場：シーズン3第17話
ノーラ・ミルズ
演 -ロレッタ・デヴァイン、日本語吹替 - 滝沢ロコ
登場：シーズン3第17話
サリー
演 -、日本語吹替 - 鈴木れい子
登場：シーズン3第17話
レジーナ
演 -ジル・パーカー・ジョーンズ、日本語吹替 - 香椎くに子
登場：シーズン3第18話
ローナ
演 -シンディ・アンブエル、日本語吹替 - 雨蘭咲木子
登場：シーズン3第18話
チェース検事
演 -ワシリー・ボガジアノス、日本語吹替 - 津田英三
登場：シーズン3第18話
ブライアン
演 -ティム・ダットン、日本語吹替 - 渋谷哲平
登場：シーズン3第19話-21話
キトルソン判事
演 -ホランド・テイラー、日本語吹替 - 鈴木弘子
登場：シーズン3第19話
クリス
演 -ジョナサン・テイラー・トーマス、日本語吹替 - 竹若拓磨
登場：シーズン3第19話
プラトル
演 -メアリー＝パット・グリーン、日本語吹替 - 藤波京子
登場：シーズン3第20話
ホープ・マーシー弁護士
演 - アリシア・ウィット、日本語吹替 - 冨永みーな
登場：シーズン3第20・21話
ケイジ&フィッシュ法律事務所と対決する美貌の弁護士。
ミルトン
演 -アレン・ウィリアムズ、日本語吹替 - 麦人
登場：シーズン3第20話
スタンレー
演 -マイケル・ロスハー、日本語吹替 - 小林勝彦
登場：シーズン3第21話

#### シーズン4（その他）
モーリーン
演 -オードリー・ヴァシレフスキー、日本語吹替 - 野沢由香里
登場：シーズン4第1話
ウェイン
演 -マイケル・ウェザリー、日本語吹替 - 坪井智浩
登場：シーズン4第1話
シンディー
演 -リサ・エデルシュタイン、日本語吹替 - 塩田朋子
登場：シーズン4第2話・3話・4話・7話・11話
マイラ
演 -マーシャ・クロス、日本語吹替 - 高島雅羅
登場：シーズン4第2話
マイケル・バセット
演 -ウィリアム・ラス、日本語吹替 - 西田健
登場：シーズン4第3話・4話
ジョナサン
演 -マイケル・ヴァルタン、日本語吹替 - 内田夕夜
登場：シーズン4第3話・4話
シャーリー
演 -フローレンス・ヘンダーソン、日本語吹替 - 定岡小百合
登場：シーズン4第3話
ワンダ
演 -ジル・ホールデン、日本語吹替 - 磯辺万沙子
登場：シーズン4第3話
スピット
演 -マット・マロイ、日本語吹替 - 岩田安生
登場：シーズン4第3話
エマーソン
演 -ロバート・ブリスコー・エバンス、日本語吹替 - 林一夫
登場：シーズン4第3話
キミー・ビショップ
演 -ジェイミー・ガーツ、日本語吹替 - 渡辺美佐
登場：シーズン4第4話・5話・6話・7話、シーズン5第8話
ピーターソン
演 -ケヴィン・クーニー、日本語吹替 - 伊井篤史
登場：シーズン4第5話
キミーの上司
ナレーター
演 -、日本語吹替 - 銀河万丈
登場：シーズン4第5話
陪審長
演 -グレタ・セシェタ、日本語吹替 - 竹村叔子
登場：シーズン4第5話
リニー・ビショップ
演 -マーロ・トーマス、日本語吹替 - 小宮和枝
登場：シーズン4第6話・7話
キミーの母親。
グレッグ
演 -ボイド・ケストナー、日本語吹替 - 大塚芳忠
登場：シーズン4第7話
スティーブン・ミルター
演 - ジョン・マイケル・ヒギンズ、日本語吹替 - 大川透
登場：シーズン4第7話 - シーズン5第9話
弁護士兼セラピスト。日本語吹替版では「剣呑」が口癖。
ヘンダーソン・ポーター
演 -ウィリアム・ウィンダム 、日本語吹替 - 有川博
登場：シーズン4第8話
ネルの父親。
ジェイミー
演 - ファムケ・ヤンセン、日本語吹替 - 勝生真沙子
登場：シーズン4第8・10話
メラニー・ウェスト
演 - アン・ヘッシュ、日本語吹替 - 日下由美
登場：シーズン4第9 - 16話
トゥレット障害に悩む教師。
ランディ
演 -ジェレミー・デヴィッドソン、日本語吹替 - 平田広明
登場：シーズン4第10話
リサ
演 -ジーン・ルイザ・ケリー、日本語吹替 - 小林優子
登場：シーズン4第10話
コペスキー判事
演 -ダニエル・フォン・バーゲン、日本語吹替 - 稲葉実
登場：シーズン4第10話
スタイルズ
演 -ブルックス・アルミー、日本語吹替 - 北條文栄
登場：シーズン4第10話
ルーシー
演 -マディソン・マクレイノルズ、日本語吹替 - 児玉孝子
登場：シーズン4第10話
ベン
演 -アレクサンダー・グールド、日本語吹替 - 日比野朱里
登場：シーズン4第10話・11話
ミスター・ボー
演 -リチャード・ジェンキンス、日本語吹替 - 羽佐間道夫
登場：シーズン4第11話
サム・アダムズ
演 -チャヤン、日本語吹替 - 森川智之
登場：シーズン4第11話・12話
イネス・コルテス
演 -コンスタンス・マリー、日本語吹替 - 滝沢ロコ
登場：シーズン4第12話
サム・ポール
演 -デヴィッド・ドーフマン、日本語吹替 - 福島おりね
登場：シーズン4第12話
バリー・マニロウ
演 - 本人役、日本語吹替 - 津田英三
登場：シーズン4第13話
アリーが見る幻覚。バーに本人が登場。
セラピスト
演 -フレッド・ウィラード、日本語吹替 - 菅生隆之
登場：シーズン4第14話・15話
相手の弁護士
演 -ウォーレス・ショーン、日本語吹替 - 岩崎ひろし
登場：シーズン4第15話
セラピスト
演 -リー・パールマン、日本語吹替 - 浅井淑子
登場：シーズン4第15話
カサンドラ・ルイス
演 - バーナデット・ピーターズ、日本語吹替 - 土居裕子
登場：シーズン4第16・18話
ジョンが旅先で出会う女性。
ジェーン・ウィルコ
演 -アレクサンドラ・ホールデン、日本語吹替 - 安原麗子
登場：シーズン4第16話・22話・23話
アナスタシア
演 - 本人役、日本語吹替 - なし
登場：シーズン4第16・21話
バーにゲストとして歌いに来る。
ヘンリー・トンプソン
演 -ジョセフ・ソマー、日本語吹替 - 中村正
登場：シーズン4第17話
ダグラス
演 -アルトゥーロ・ギル、日本語吹替 - 根本泰彦
登場：シーズン4第18話
ケビン・ストーラー
演 -パトリック・ブリーン、日本語吹替 - 茶風林
登場：シーズン4第19話
ハリス医師
演 -レスリー・ジョーダン、日本語吹替 - 城山堅
登場：シーズン4第19話・23話
マリオン
演 -ジュリー・ホワイト、日本語吹替 - 寺内よりえ
登場：シーズン4第19話
スティング
演 - 本人役、日本語吹替 - 泉拓允
登場：シーズン4第20話
ラリーの依頼人。
ハロルド
演 -ジム・ベイリー、日本語吹替 - 後藤哲夫
登場：シーズン4第20話
ホービー
演 -スコット・クレイス、日本語吹替 - 伊藤和晃
登場：シーズン4第20話
メリッサ
演 -シェリ・オテリ、日本語吹替 - 石塚理恵
登場：シーズン4第20話
ルイス・フォイ
演 -ポール・ルーベンス、日本語吹替 - 小森創介
登場：シーズン4第20話
スティングがコンサート中にステージから妻を誘惑したとして告訴。
シドニー・ゲール
演 -クリスティーン・ラーティ、日本語吹替 - 小山茉美
登場：シーズン4第21話
ジェイコブズ
演 -モーリス・ゴディン、日本語吹替 - 楠大典
登場：シーズン4第21話
パークス
演 -クリオ・キング、日本語吹替 - 津田真澄
登場：シーズン4第21話
ボタンズ
演 -B・J・クロスビー、日本語吹替 - 喜田あゆみ
登場：シーズン4第21話
ケンジントン
演 -ブレア・ヒッキー、日本語吹替 - 伊藤栄次
登場：シーズン4第21話
ヘレナ・フィッシャー
演 -ゲイル・オグレイディ、日本語吹替 - 深見梨加
登場：シーズン4第22話
マクドナルド判事
演 -スタンリー・アンダーソン、日本語吹替 - 千田光男
登場：シーズン4第22話
ヘンソン・ライン
演 -マーク・ティムシーシン、日本語吹替 - 長克己
登場：シーズン4第22話
マルコム・ワイアット
演 -ジョシュ・グローバン、日本語吹替 - 森田浩貴／坂詰貴之
登場：シーズン4第23話／シーズン5第7話
ケイジ&フィッシュ法律事務所の原告側依頼人。プロムの誘いを断られたことを理由に同級生を訴える。

#### シーズン5（その他）
サイモン
演 -ブルース・フレンチ、日本語吹替 - 立川三貴
登場：シーズン5第1話・2話・3話
ジェニーの元上司。
パメラ・フープ
演 -リンダ・カーンズ、日本語吹替 - 相沢恵子
登場：シーズン5第2話
クレア・オトムズ
演 - デイム・エドナ・エバリッジ、日本語吹替 - 松橋登
登場：シーズン5第2・3・13 - 22話
クリスタル
演 -コレット・キルロイ、日本語吹替 - 松岡洋子
登場：シーズン5第3話
カメラマン
演 -ステファン・フラー、日本語吹替 - 樫井笙人
登場：シーズン5第3話
エルトン・ジョン
演 - 本人役、日本語吹替 - なし
登場：シーズン5第5話
フランシス・ショー
演 -ジャクリーン・ビセット、日本語吹替 - 平淑恵
登場：シーズン5第5話・8話
ジェニーの母親。
ティム・ボイル
演 -ジェレミー・ギャレット、日本語吹替 - 関智一
登場：シーズン5第5話・8話
ウィリアム・ローラー
演 -デヴィッド・セルビー、日本語吹替 - 青森伸
登場：シーズン5第5話
ファーンウォル
演 -テリー・ローズ、日本語吹替 - 野島昭生
登場：シーズン5第5話
ハリソン・ワイアット牧師
演 - トム・ベレンジャー、日本語吹替 - 金田明夫
登場：シーズン5第7話
マルコムの父親。神を信じられなくなったことで解雇され訴えを起こす。
キャンディ
演 - マライア・キャリー、日本語吹替 -
登場：シーズン5第8話
原告側証人。外出時にスポットライトを携える女性。
ビクター・モリソン
演 - ジョン・ボン・ジョヴィ、日本語吹替 - 橋本さとし
登場：シーズン5第9話 - 19話
アリーの家を修理に来た配管工。
マイケル・ウォーカー
演 -フレンチ・スチュワート、日本語吹替 - 井上和彦
登場：シーズン5第9話
メリッサ・ウォーカー　
演 -ティア・リーブリング、日本語吹替 - 入絵加奈子
登場：シーズン5第9話
ハーベイ
演 -ジョー・レガルブート、日本語吹替 - 野沢那智
登場：シーズン5第10話
マリー
演 -ロミー・ローズモント、日本語吹替 - 鈴木弘子
登場：シーズン5第10話
ハーベイの妹
ハリエット・パンプル
演 -ネル・カーター、日本語吹替 - 杉村理加
登場：シーズン5第10話
ボニー・ブーン
演 -エイミー・ピエッツ、日本語吹替 - 松本梨香
登場：シーズン5第11話・14話
マディの叔母。
ケンドール・ウィリス
演 -ティム・ディケイ、日本語吹替 - 屋良有作
登場：シーズン5第11話
コッブ
演 -ジョン・アイルワード、日本語吹替 - 小林修
登場：シーズン5第12話
ブリッジマン
演 -ジュリア・キャンベル、日本語吹替 - 林真里花
登場：シーズン5第12話
ポーク
演 -ブラッドフォード・イングリッシュ、日本語吹替 - 石塚運昇
登場：シーズン5第13話
フーパー弁護士
演 -マーク・モーゼス、日本語吹替 - 入江崇史
登場：シーズン5第13話
ヘレン
演 -シャーリー・ナイト、日本語吹替 - 川口敦子
登場：シーズン5第14話
フックランド
演 -クリスチャン・クレメンソン、日本語吹替 - 森田順平
登場：シーズン5第14話
ジェリィ・バード
演 -ベン・リビングストン、日本語吹替 - 古谷徹 　
登場：シーズン5第14話
ピーター・フェルドマン
演 -グレアム・ベッケル、日本語吹替 - 石田圭祐
登場：シーズン5第15話
ベス
演 -ジェーン・シベット、日本語吹替 -  佐々木優子
登場：シーズン5第15話
セリーナ
演 -アシュレー・ジョンソン、日本語吹替 - 南里侑香
登場：シーズン5第15話
ライザ・バンプ
演 - クリスティーナ・リッチ、日本語吹替 - 岡本麻弥
登場：シーズン5第16話 -22話
弁護士。本名はデビー。
トッド・メリック
演 - マシュー・ペリー、日本語吹替 - 山路和弘
登場：シーズン5第16・17話
ケイジ&フィッシュ法律事務所に面接を受けに来た弁護士。
ジェローム
演 - ルードン・ウェインライト、日本語吹替 - 山野史人
登場：シーズン5第16話・17話
ホリー・リチャードソン
演 - アリシア・コッポラ、日本語吹替 - 津田真澄
登場：シーズン5第16話・17話
ニコール・ネイプルス
演 - ヘザー・ロックリア、日本語吹替 - 金沢碧
登場：シーズン5第18話
タリー・カップ
演 - ララ・フリン・ボイル、日本語吹替 -
登場：シーズン5第18話
バリー
演 - ジョン・パンコウ、日本語吹替 - 松井範雄
登場：シーズン5第18話・19話
シーラ・ハント
演 - ヴァネッサ・ウィリアムス、日本語吹替 - 安藤麻吹
登場：シーズン5第19話
ビクターの元恋人。ビクターを訴える。
スパナー
演 - ジョー・コリガン、日本語吹替 - 坂口賢一
登場：シーズン5第19話
サンドラ
演 - レイシー・コール、日本語吹替 - 深水由美
登場：シーズン5第19話
チャーリー・フィッシュ
演 -チャールズ・キンブロー、日本語吹替 - 滝田裕介
登場：シーズン5第20話
リチャードの父親。
エレン・フィッシュ
演 -ジャネット・キャロル、日本語吹替 - 野沢雅子
登場：シーズン5第20話
リチャードの母親。
マイルズ
演 -ネスター・カーボネル、日本語吹替 - 三上市朗
登場：シーズン5第20話
ヘレナ／ヘレン
演 -キーラ・セジウィック、日本語吹替 - 大西多摩恵
登場：シーズン5第21話
二重人格の女性。
スティーブン
演 -ドワイヤー・ブラウン、日本語吹替 - 田中正彦
登場：シーズン5第21話
ヘレンの夫。
コルバート医師
演 -マイケル・オニール、日本語吹替 - 牛山茂
登場：シーズン5第21話
バック牧師
演 -カール・ライナー、日本語吹替 - 小林尚臣
登場：シーズン5第22話

## シーズンごとの主要登場人物、俳優、吹き替え一覧
| 配役                     | 俳優                       | 吹き替え   | シーズン     | シーズン | シーズン     | シーズン     | シーズン     |
| 配役                     | 俳優                       | 吹き替え   | 1            | 2        | 3            | 4            | 5            |
| アリー・マクビール       | キャリスタ・フロックハート | 若村麻由美 | メイン       | メイン   | メイン       | メイン       | メイン       |
| リチャード・フィッシュ   | グレッグ・ジャーマン       | 小杉十郎太 | メイン       | メイン   | メイン       | メイン       | メイン       |
| レネ・ラディック         | リサ・ニコル・カールソン   | 山像かおり | メイン       | メイン   | メイン       | メイン       | ゲスト       |
| エレイン・バッセル       | ジェーン・クラコウスキー   | 高乃麗     | メイン       | メイン   | メイン       | メイン       | メイン       |
| ジョン・ケイジ           | ピーター・マクニコル       | 江原正士   | メイン       | メイン   | メイン       | メイン       | リカーリング |
| ビリー・アレン・トーマス | ギル・ベローズ             | 宮本充     | メイン       | メイン   | メイン       | ゲスト       | ゲスト       |
| ジョージア・トーマス     | コートニー・ソーン＝スミス | 唐沢潤     | メイン       | メイン   | メイン       | ゲスト       | ゲスト       |
| ネル・ポーター           | ポーシャ・デ・ロッシ       | 赤間麻里子 | N/A          | メイン   | メイン       | メイン       | メイン       |
| リン・ウー               | ルーシー・リュー           | 阿部桐子   | N/A          | メイン   | メイン       | メイン       | リカーリング |
| ヴォンダ・シェパード     | ヴォンダ・シェパード       | 杉村理加   | リカーリング | メイン   | メイン       | メイン       | メイン       |
| マーク・アルバート       | ジェームズ・レグロス       | 村治学     | N/A          | N/A      | リカーリング | メイン       | N/A          |
| ラリー・ポール           | ロバート・ダウニー・Jr     | 郷田ほづみ | N/A          | N/A      | N/A          | メイン       | ゲスト       |
| コレッタ・リップ         | レジーナ・ホール           | 込山順子   | N/A          | N/A      | N/A          | リカーリング | メイン       |
| ジェニー・ショー         | ジュリアンヌ・ニコルソン   | 純名りさ   | N/A          | N/A      | N/A          | N/A          | メイン       |
| グレン・フォイ           | ジェームズ・マースデン     | 小森創介   | N/A          | N/A      | N/A          | N/A          | メイン       |
| レイモンド・ミルベリー   | ジョシュ・ホプキンス       | 田中実     | N/A          | N/A      | N/A          | N/A          | メイン       |
| マディ・ハリントン       | ヘイデン・パネッティーア   | 川上とも子 | N/A          | N/A      | N/A          | N/A          | メイン       |